# درگیری داخلی فیلیپین
درگیری داخلی فیلیپین از فوریه ۲۰۱۹، شامل شورشی در فیلیپین است که نیروهای دولتی را در برابر شورشیان مائوئیست قرار می‌دهد، که در سال ۱۹۶۹ در زمان حکومت فردیناند مارکوس آغاز شد.
- شورش کمونیستی در فیلیپین
- درگیری مورو (تا فوریه ۲۰۱۹)[۶]

## فهرست درگیری‌ها بین ارتش، MNLF و MILF
- فوریه ۲۰۰۰ عملیات Valancy
- مارس ۲۰۰۰ عملیات Audacity
- ژوئیه ۲۰۰۰ نبرد کمپ ابوبکر
- نوامبر ۲۰۰۱ ۲۰۰۱ شورش Misuari
- فوریه ۲۰۰۳ نبرد مجتمع Buliok
- ژوئیه ۲۰۰۷ حادثه سر بریدن باسیلان
- اوت ۲۰۰۸ درگیری شمال کوتاباتو
- سپتامبر ۲۰۱۳ بحران شهر زامبوانگا

## فهرست درگیری‌های نظامی و گروه‌های جهادی
- ژوئن ۲۰۰۱ محاصره لامیتان
- ژانویه ۲۰۱۴ عملیات Darkhorse
- آوریل ۲۰۱۴ نبرد باسیلان
- درگیری ماماساپانو ژانویه ۲۰۱۵
- درگیری بوتیگ فوریه ۲۰۱۶
- آوریل ۲۰۱۶ نبرد تیپو-تیپو
- درگیری‌های سولو و باسیلان تابستان ۲۰۱۶
- درگیری بوتیگ نوامبر ۲۰۱۶
- ژانویه 2017 محاصره زندان Kidapawan
- درگیری‌های بوهول مه ۲۰۱۷
- مه ۲۰۱۷ نبرد ماراوی

## تلفات بر حسب سال

### اسلام گرایان افراطی در مقابل دولت
| سال               | نیروهای دولتی                                        | ابو سیاف                                                       | گروه Maute                                                            | BIFF                          | AKP       | غیرنظامیان                                        |
| ----------------- | ---------------------------------------------------- | -------------------------------------------------------------- | --------------------------------------------------------------------- | ----------------------------- | --------- | ------------------------------------------------- |
| ۲۰۱۴              |                                                      | ۲۷ کشته و ۳۸ زخمی در کل سال                                    |                                                                       | ۵۲ کشته (در عملیات تاریکهورس) |           |                                                   |
| ۲۰۱۵              | ۴۴ کشته (در درگیری ماماساپانو)                       | ۱۳۳ کشته، ۱۶۴ زخمی (فقط در سولو) در کل سال                     |                                                                       | ۱۳۹ کشته (۲۵ فوریه - ۲۲ مارس) |           |                                                   |
| ۲۰۱۶              | ۱۸+ (نبرد تیپو-تیپو در آوریل) ۱۵ کشته (در اواخر اوت) | ۳۱ کشته (۹ تا ۱۴ آوریل) ۱۵۷ کشته، ۱۵۹ زخمی (ژوئیه - ۲۱ دسامبر) | ۵۵ کشته (در اواخر فوریه) ۲۲ کشته (۲۶–۲۸ مه) ۶۱ کشته (۲۶ تا ۳۰ نوامبر) | ۲۴ کشته (در اواخر فوریه)      |           |                                                   |
| ۲۰۱۷              |                                                      | ۱۴۹ کشته (قبل از ۱۷ مه)                                        | ۱۵ کشته (۲۶ ژانویه) ۳۶ کشته (۲۱ تا ۲۴ آوریل)                          |                               |           |                                                   |
| نبرد ماراوی       | ۱۶۸ کشته،                                            | ۹۷۸ کشته،                                                      | ۹۷۸ کشته،                                                             | ۹۷۸ کشته،                     | ۹۷۸ کشته، | ۸۷ غیرنظامی کشته شدند {{سخ}} (40 به دلیل بیماری)، |
| ۲۰۱۸              | ۲ کشته، ۲ زخمی                                       |                                                                | منحل شد                                                               | ۵ کشته                        |           |                                                   |
| مجموع در سال ۲۰۱۸ |                                                      |                                                                |                                                                       |                               |           |                                                   |
| جمع               | ۲۲۸+ کشته شدند                                       | بیش از ۱۵۷۸ کشته                                               | بیش از ۱۵۷۸ کشته                                                      | بیش از ۱۵۷۸ کشته              |           |                                                   |

توجه: برخی از تلفات ناشی از درگیری‌های کوچک نشان داده نشده است.